# 3249 Musashino
3249 Musashino (1977 DT4) là một tiểu hành tinh vành đai chính được phát hiện ngày 18 tháng 2 năm 1977 bởi Kiichiro Hurukawa và Hiroki Kosai ở Kiso Station.